# Segundo de Chomón
Segundo de Chomón (także Chomont lub Chaumont; ur. 17 października 1871 w Teruel, zm. 2 maja 1929 w Paryżu) – hiszpański twórca filmowy, jeden z pionierów kina. Pracował dla Pathé Frères we Francji, gdzie zrealizował wiele filmów krótkometrażowych. Później tworzył również w Barcelonie (wytwórnia Ibérico) oraz w Turynie (wytwórnia Itala). Przez całe życie pracował nad rozwojem technologii filmu barwnego.

## Życiorys

### Początek kariery filmowej
Urodzony w Aragonii, Segundo de Chomón był hiszpańskim arystokratą o rodowodzie francuskim. dostał się do świata filmu prawdopodobnie dzięki swojej żonie, aktorce Julienne Mathieu, która grała we wczesnych produkcjach Georges’a Mélièsa i Pathé Frères. Około 1900 roku został przedstawicielem spółki braci Pathé w Hiszpanii, gdzie zajmował się dystrybucją ich filmów na kraje hiszpańskojęzyczne. W 1901 roku Chomón rozpoczął produkcję aktualności filmowych, przedstawiających bieżące wydarzenia z Barcelony i okolic, rozpowszechniając je dzięki współpracy z Pathé. W krótkim czasie zyskał sławę specjalisty od filmu trikowego – jego pierwszym filmem tego typu był Gulliver en el país de los gigantes (1903). Chomón kierował wówczas pracownią, w której kolorowano filmy Pathé. Charles Pathé docenił jakość filmów trikowych Chomóna i w roku 1903 zatrudnił go w swoim studiu filmowym, pragnąc podjąć rywalizację z Georgesem Mélièsem, uznawanego za eksperta w tym gatunku.

### Praca w studiu Pathé i powrót do Hiszpanii
Od 1907 roku Chomón blisko współpracował z reżyserem Pathé, Ferdinandem Zekką. Ich współpraca układała się na tyle dobrze, że w 1907 roku Zecca wybrał de Chomóna aby ten zrealizował zdjęcia do nowej wersji filmu Żywot i pasja Pana naszego Jezusa Chrystusa. Krótko potem Zecca zajął stanowisko kierownicze w Pathé i od tego czasu poświęcał  reżyserii coraz mniej czasu. Na lata 1907–1912 przypada okres największej twórczej aktywności Chomóna. Od 1907 roku dChomón kierował produkcją filmów trikowych Pathé. Historycy kina zwracają uwagę, że Chomón przewyższył Mélièsa jeśli chodzi o złożoność i widowiskowość efektów specjalnych. Chomón często współpracował z innymi reżyserami; poza Zekką byli to: Gaston Velle, Juan Fuster, Alberto Capellani i Émile Cohl.

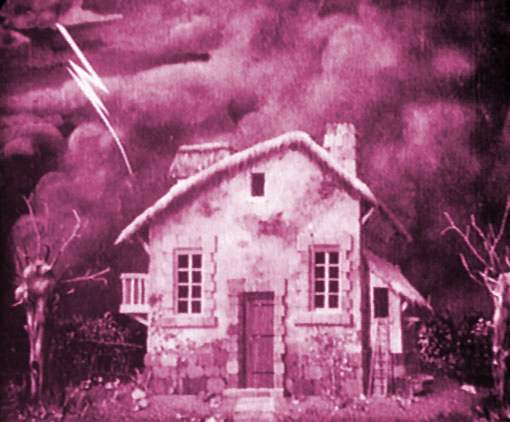
La casa hechizada (1906)

Od roku 1908 Chomón skupił się na tworzeniu filmów animowanych. Wyspecjalizował się w mieszaniu filmu aktorskiego ze wstawkami animowanymi, jak np. w filmie El Hotel eléctrico (1908), przedstawiającym zasilany elektrycznością hotel, w którym wszystkie sprzęty nagle ożywają. W roku 1910 Chomón powrócił do Barcelony, gdzie razem z Fusterem założył spółkę Chomón & Fuster – nakręcili razem 37 filmów. W latach 1911–1912 pracował dla przedsiębiorstwa Ibérico, które w reprezentowało Pathé w Hiszpanii. Dla Ibérico zrealizował Chomón jeden ze swoich najbardziej znanych filmów – Superstition andalouse (1912). W tym okresie stosował opatentowany przez siebie system koloryzacji filmu nazwany Cinemacoloris.

### Epizod włoski i dalsza praca nad filmem barwnym
W 1912 roku Chomón przyjął propozycję tworzenia filmów we Włoszech, w wytwórni Itala w Turynie. Poza własnymi projektami filmowymi współpracował także przy tworzeniu efektów specjalnych w filmach innych reżyserów, m.in. przy wystawnej Cabirii (1914) Giovanniego Pastrone. Razem z Pastrone realizował obfitujący w sceny animacji lalkowych w film La guerra e il sogno di Momi (1916). Po 1917 roku Chomón pracował przy tworzeniu efektów wizualnych dla innych reżyserów, byli to m.in. Guido Brignone (Maciste w piekle 1925), i Abel Gance (Napoleon, 1927). Od 1923 roku współpracował ze szwajcarskim wynalazcą Ernestem Zollingerem, dążąc do rozwoju technologii obróbki taśmy systemem dwukolorowym. Później związał się z przedsiębiorstwem Societé de Cinematographie et de Photographie-Film en Couleurs, realizując eksperymentalne filmy barwne w trójkolorowym systemie Keller-Dorian.

## Filmografia
- 1901: Bajada de Montserrat.
- 1902: Choque de trenes, Danse des Ouléd-Naïd, Loie Fuller, Montserrat, La fée printemps.
- 1903: Pulgarcito, Gulliver en el país de los Gigantes, Los héroes del sitio de Zaragoza.
- 1904: Barcelone, Parc au crépuscule, El heredero de casa Pruna, Réception de sa majesté Alphonse XIII à Barcelone
- 1905: Eclipse de sol, Los guapos del Parque, La gallina de los huevos de oro.
- 1906: Ah! La Barbe, El hijo del diablo, reżyseria: Charles-Lucien Lépine.
- 1907:  Vida y pasión de Nuestro Señor Jesucristo oraz El pescador de perlas, reżyseria: Ferdinand Zecca. La casa encantada, Satán se divierte, Les ombres chinoises, La Légende du Fantôme, Le Chevalier mystère, Voyage à la planète Jupiter, Les Kiriki, acrobates japonais.
- 1908: El Hotel eléctrico, La maison ensorcelée, Alarde equilibrista, El escultor moderno, El castillo encantado, La grenouille, El teatro eléctrico de Bob, Mars, Cuisine magnétique, La Table magique, Transformation élastique, Excursion dans la lune.
- 1909: El sueño de un cocinero, Una excursión incoherente, Les Jouets vivants, Voyage au centre de la terre, Voyage dans la lune.
- 1910: Amor Gitano, La expiación, El puente de la muerte, Venganza de un carbonero, La fecha de Pepín, La fatalidad, El ejemplo, Pragmática real, Justicias del rey don Pedro, La manta del caballo, La hija del guardacostas, La gratitud de las flores o Flores y perlas, Los guapos, El puñao de rosas, Las carceleras, La tempranica, El pobre Valbuena, Lucha fratricida o Nobleza Aragonesa, Los pobres de levita, Los dulces de Arturo, Una farsa de Colás, Flema inglesa, Gerona: la Venecia española, La heroica Zaragoza.
- 1911: Pulgarcito
- 1912: El talismán del vagabundo, Soñar despierto, Métamorphoses, El gusano solitario (Hiszpania) reżyseria: André Deed. Padre (Włochy), reżyseria: Giovanni Pastrone.
- 1913: Tigre reale (Włochy), reżyseria: Giovanni Pastrone.
- 1914: Cabiria (Włochy), reżyseria: Giovanni Pastrone.
- 1915: El fuego
- 1916: Tigre real
- 1917: La guerra e il sogno di Momi (Włochy), reżyseria: Giovanni Pastrone.
- 1920: Hedda Gabler
- 1926: El negro que tenía el alma blanca (Hiszpania), reżyseria: Benito Perojo
- 1927: Napoleon (Francja), reżyseria: Abel Gance.